# Leucophyes
Leucophyes — рід жуків родини Довгоносики (Curculionidae).

## Зовнішній вигляд
Жуки цього роду мають середні розміри: 12.5-16 мм у довжину. Основні ознаки:
- головотрубка знизу має зубець у тому місці, де з'єднуються вусикові борозенки.
- 2-й  членик джгутика вусиків довший за 1-й
- задній край передньоспинки прямий, зверху вона не вкрита зернятками
- членики задніх лапок майже не видовжені, 2-й членик задніх лапок не довший або майже не довший за дволопатевий 3-й; знизу лапки вкриті суцільними губчастими підошвами.
- крил немає.

Докладний опис морфології роду і видів, що до нього входять, див..

## Спосіб життя
Не вивчений, ймовірно, він типовий для Cleonini. У Східній Європі жуки зустрічаються з березня до червня та з серпня до жовтня.

## Географічне поширення
Ареали майже всіх видів цього роду зосереджені у Палеарктиці (див. нижче) . Один з видів мешкає в Україні.

## Класифікація
Описано щонайменше 5 видів цього роду:
- Leucophyes martorellii (Fairmaire, 1879) — Іспанія
- Leucophyes motschulskyi Arzanov, 2008 — Східна Індія
- Leucophyes occidentalis (Dieckmann, 1982) — Європа на схід до Німеччини та Швейцарії
- Leucophyes pedestris (Poda, 1761) — вся Середня та Південна Європа (на північ до Швеції), Туреччина
- Leucophyes quadratithorax (Desbrochers des Loges, 1884) — Іспанія

## Практичне значення
Вид Leucophyes pedestris занесений до Червоної книги Воронезької області.